# U-18-Faustball-Europameisterschaft der Frauen 2001
Die 1. Faustball-Europameisterschaft für weibliche U18-Mannschaften fand am 14. und 15. Juli 2001 in Wallisellen (Schweiz) zeitgleich mit der Europameisterschaft 2001 für männliche U18-Mannschaften statt. Die Schweiz war somit der erste Ausrichter einer Faustball-Europameisterschaft der weiblichen U18-Mannschaften.

## Platzierungen
| Rang | Land        |
| ---- | ----------- |
| 1.   | Deutschland |
| 2.   | Schweiz     |
| 3.   | Österreich  |